# 奧古斯都神廟 (普拉)
奧古斯都神廟是位於克羅埃西亞西北部伊斯特拉半島城市普拉的一座古羅馬時期的神廟，修建於西元前2年至14年。
它的腰線装饰和方形神庙很像，二者也被视为意大利以外保存最完好的罗马神庙。1944年，它曾遭盟军轰炸，几乎被夷平，但1947年重建，现在作为陈列馆展出古罗马的雕塑。

## 外部連結
维基共享资源上的相關多媒體資源：奧古斯都神廟